# كاي ريوس
كاي ريوس (بالهولندية: Kai Reus)‏ (و. 1985  م) هو متزلج سريع، وراكب دراجة هوائية، من مملكة هولندا.

## سباقات أو مراحل فاز بها
| التاريخ       | السباق                                                     | المركز                  |
| ------------- | ---------------------------------------------------------- | ----------------------- |
| 01 يناير 2003 | 2003 UCI Road World Championships – Junior men's road race | الفائز في التصنيف العام |
| 27 مارس 2005  | تور دو نورماندي 2005                                       | الفائز في التصنيف العام |
| 07 أبريل 2005 | 2005 Grand Prix Pino Cerami                                | الفائز في التصنيف العام |
| 26 مارس 2006  | تور دو نورماندي 2006                                       | الفائز في التصنيف العام |
| 17 أبريل 2006 | روند أم كولن 2006                                          | المركز الثالث           |
| 08 مايو 2016  | أربعة أيام من دونكيرك 2016                                 | الثالث في تصنيف الجبال  |

## روابط خارجية
- كاي ريوس على موقع الاتحاد الدولي للدراجات (الإنجليزية)
- كاي ريوس على موقع أرشيف الدراجات (الإنجليزية)
- كاي ريوس على موقع إحصائيات الدراجات الإحترافية (الإنجليزية)
- كاي ريوس على موقع نسبة الدراجات (الإنجليزية)
- كاي ريوس على موقع CycleBase (الإنجليزية)
- كاي ريوس على موقع SpeedSkatingBase.eu (الإنجليزية)
- كاي ريوس على موقع SpeedSkatingNews.info (الإنجليزية)